# Krzyż z San Damiano
Krzyż z San Damiano – średniowieczna ikona w kształcie krzyża, powstała w XII wieku, przechowywana w bazylice św. Klary w Asyżu we Włoszech.
W duchowości franciszkańskiej krzyż ten jest symbolem wybrania św. Franciszka z Asyżu. Święty modlił się przed nim w kościele św. Damiana w Asyżu i, jak podają Źródła Franciszkańskie, miał z niego usłyszeć głos samego Chrystusa. Na ikonie przedstawione są postacie Ukrzyżowanego i „świadków”. Twarz Jezusa, tak jak to zalecał synod rzymski z 692, nie wyraża cierpienia: „Jego ledwo kiełkujący uśmiech jest pełen słodyczy i melancholii”. Tego typu krzyże-ikony znane były we wschodniej tradycji kościelnej. Do Umbrii przywędrowały wraz z mnichami syryjskimi.
Kopie Krzyża z San Damiano znajdują się w większości klasztorów franciszkańskich i monasterów klariańskich. Przechowują je również w swych domach tercjarze franciszkańscy.

## Historia
Krzyż z San Damiano jest jednym z grupy krzyży-ikon, które powstawały w XII wieku na terenie Umbrii. Nazwisko autora nie jest znane. Przyjmuje się, iż krzyż ten powstał około 1100. Celem pisania takich ikon był wykład teologii przedstawianego wydarzenia oraz pobudzenie do gorliwszej wiary. Ikona utrzymana jest w stylu bizantyjskim, który był bardzo popularny w Umbrii w czasach poprzedzających sztukę Cimabue i Giotta.

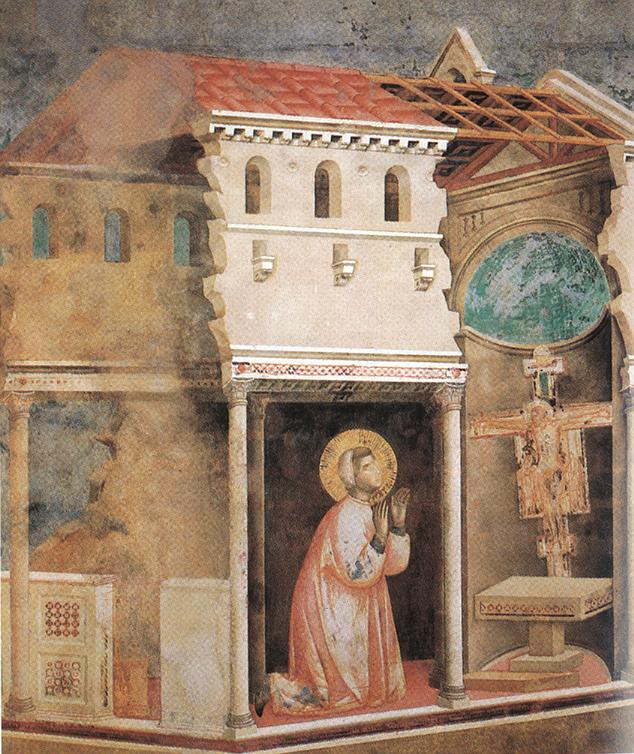
Modlitwa św. Franciszka przed Krzyżem w San Damiano – fresk Giotta

Krzyż znajdował się pierwotnie w małym kościele św. Damiana pod Asyżem. Do świątyni tej przychodził na prywatne modlitwy Francesco Bernardone – przyszły św. Franciszek z Asyżu. W 1206 miał z niego przemówić do Biedaczyny sam Zbawiciel, nakazując: „Franciszku, idź i napraw mój Kościół!”. Wezwanie to zostało najpierw zrozumiane jako nakaz odbudowy rzeczywistych budowli kościelnych, m.in. kaplicy Porcjunkuli pod Asyżem. Stopniowo nawrócenie zapoczątkowało drogę pokuty i głoszenia Ewangelii. Tak narodzić się miał zakon franciszkański – zakon naśladowców Jezusa na sposób Franciszka.
W klasztorze przy kościele San Damiano mieszkały klaryski, które opiekowały się również ikoną krzyża. Przeniosły się one do nowego monasteru obok bazyliki św. Klary w 1257. Mniszki zabrały ze sobą oryginalną ikonę Krzyża z San Damiano. Znajduje się ona dzisiaj we wnętrzu bazyliki. Odwiedzający kaplicę San Damiano, miejsce cudu, który zadecydował o nawróceniu Poverella, mogą nad głównym ołtarzem zobaczyć kopię bizantyjskiej ikony krzyża.

## Elementy ikony
Na ikonie Krzyża z San Damiano odnaleźć można 33 postacie.
Na krzyżu przedstawiona jest przede wszystkim postać Chrystusa Ukrzyżowanego. Jego jasne ciało wyraźnie kontrastuje z ciemnym tłem. Jezus stoi prosto i zdecydowanie z otwartymi oczami, to Bóg-Człowiek panujący, zmartwychwstały. Nad jego głową znajduje się łaciński napis: IHS NAZARE REX IUDEORUM (por. J 19,19).

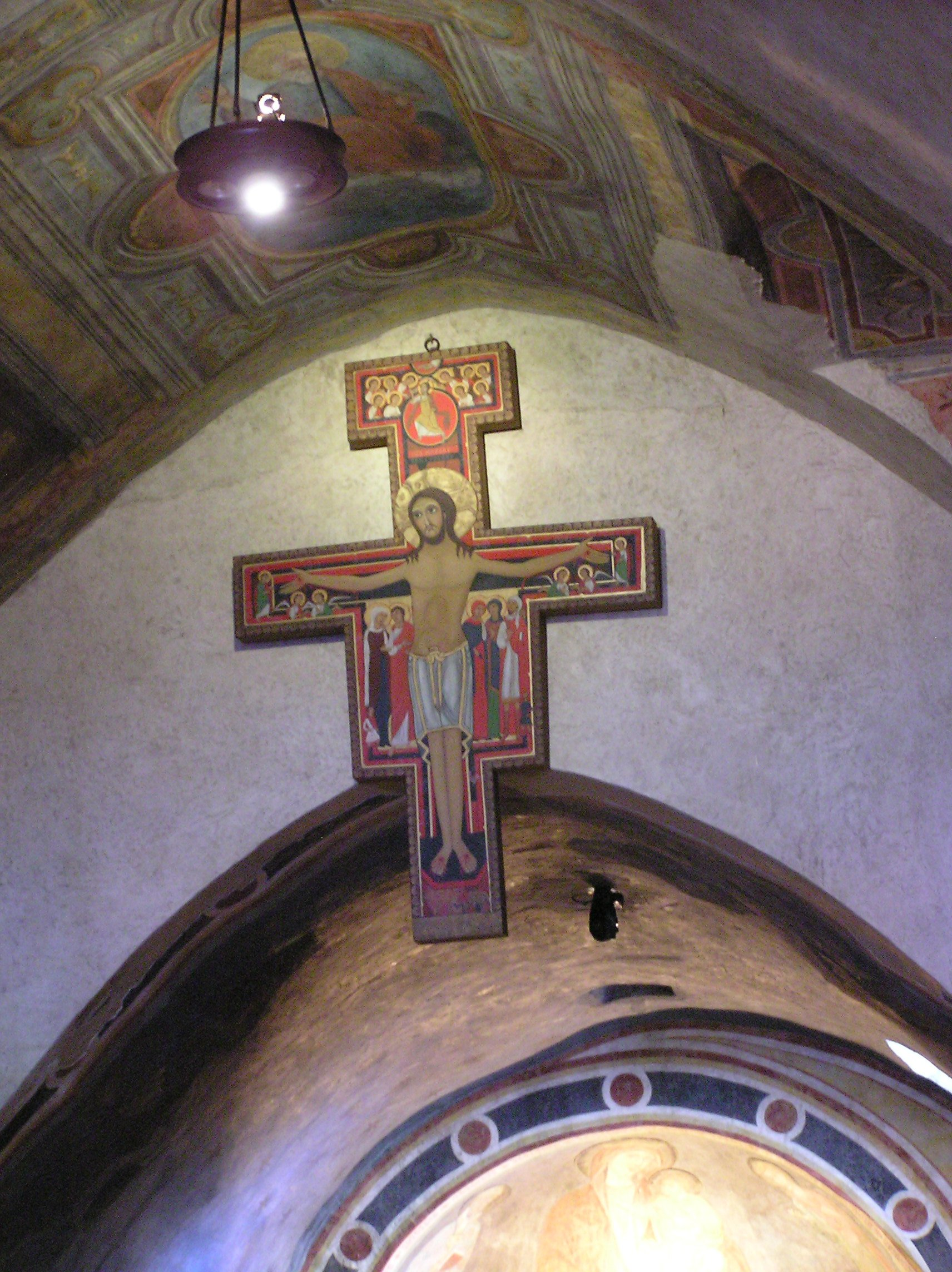
Kopia ikony Krzyża z San Damiano wisząca nad głównym ołtarzem w kaplicy San Damiano w Asyżu

Pozostałe postacie — świadków — to najpierw świadkowie więksi: (jak Chrystus posiadają aureole) Maryja, św. Jan Apostoł i Ewangelista, Maria Magdalena, Maria matka Jakuba oraz setnik (por. Mk 15,38), a następnie świadkowie mniejsi: Longinus i Stephaton. Artysta przedstawił również obserwatora, być może jest to sam pisarz ikony. Na ikonie widnieją również postacie aniołów, świętych patronów oraz prawa ręka Boga Ojca. Po prawej stronie przedstawiony został kogut.

## Konotacje w muzyce
W XX wieku powstała piosenka religijna śpiewana przez młodzież związaną z ruchem franciszkańskim „Krzyż w San Damiano”.
Sanktuarium w Asyżu, w którym czczona jest kopia Krzyża z San Damiano, było miejscem nawrócenia brytyjskiego wokalisty Sala Solo. W 1985 wydał on płytę "Heart & Soul" z przebojem San Damiano. Stał się on prawdziwym hitem przede wszystkim w Polsce. Później wykonywali go również Aled Jones i Libera.